# Ostrów (Kielce)
Pour les articles homonymes, voir Ostrów.
Ostrów est une localité polonaise de la gmina de Chęciny, située dans le powiat de Kielce en voïvodie de Sainte-Croix.